# Педру I (імператор Бразилії)
Педру I (порт. Pedro I; 12 жовтня 1798 — 24 вересня 1834) — імператор  Бразилії (1822—1831), регент (1822). Король Португалії як Педру IV (порт. Pedro IV (1826—1828); регент при своїй дочці Марії з 3 березня до 3 липня 1828 та з 15 березня 1830 до 20 вересня 1834 року). Представник Браганського дому. Був масоном, прихильником лібералізму і антиклерикалізму. Невдовзі після смерті батька Жуана VI передав престол дочці Марії II. Здобув перемогу в громадянській війні з мігелістами у Португалії (1828—1834). Розпустив релігійні ордени на теренах Португалії та колоній (1834). Прізвиська — Визволи́тель (порт. o Libertador), король-солдат (порт. Rei Soldado).

## Імена
- Пе́дру I (порт. Pedro I) — у португальських джерелах як імператор Бразилії.
- Пе́дру IV (порт. Pedro IV) — у португальських джерелах як король Португалії.
- Пе́дру IV Брага́нський (порт. Pedro IV de Bragança) — за назвою династії.
- Пе́дру I Брази́льський (порт. Pedro IV do Brasil) — за назвою країни.
- Пе́дру Визволи́тель (порт. Pedro, o Libertador) — за прізвиськом.
- Пе́дру IV Португа́льський (порт. Pedro IV de Portugal) — за назвою країни.
- Петро́ I, або Петро́ IV (лат. Petrus I, Petrus IV) — у латинських джерелах.
- Пе́дро I, або Пе́дро IV (ісп. Pedro I, Pedro IV) — в іспанських джерелах.

## Родина
Народився 12 жовтня 1798 року в Лісабоні. Син португальського короля Жуана VI Клемента та іспанської інфанти Шарлоти Жоакіни. Ім'я при народженні — Педру ді Алкантара Франсішку Антоніу Жуан Карлуш Шав'єр де Паула Мігел Рафаел Жоакім Жозе Гонзага Пашкуал Кіпріану Серафим де Браганса і Бурбон (Pedro de Alcântara Francisco António João Carlos Xavier de Paula Miguel Rafael Joaquim José Gonzaga Pascoal Cipriano Serafim de Bragança e Bourbon).
З 1817 року був одружений з Австрійською ерцгерцогинею Марією Леопольдіною (1797—1826), дочкою імператора Франца II. У них народились четверо дітей.
З 1829 року був одружений з Амелією (1812—1873), дочкою герцога Лейхтенберзького Євгенія Богарне. Подружжя мало одну дочку Марію Амелію (1831—1853).

## Правління
1808 року втік від французьких військ разом із батьком королем Жуаном VI Клементом до Бразилії. З цією країною була пов'язана уся його подальша доля. У 1820 року, після революцій в Іспанії та Португалії, в Бразилії, як і у всій Латинській Америці, почались сильні заворушення. Серед офіцерів та жителів Ріо-де-Жанейро було багато прибічників незалежності. Педру співчував їхнім планам, тож у його особі вони вбачали свого вождя. 1821 року Жуан VI повернувся до Європи, залишивши принца замість себе керувати колоніями. У лютому 1822 Педру скликав дорадчі збори й доручив їм розробити конституцію для Бразилії. У червні він зібрав Установчі збори та звернувся до бразильців із закликом до звільнення. При цьому він висунув лозунг: «Незалежність чи смерть!».
12 жовтня 1822 року Педру був проголошений мешканцями Ріо-де-Жанейро першим імператором Бразилії, а 1 грудня відбулась церемонія коронації.
До кінця 1823 року владу нового імператора визнали усі провінції Бразилії, включаючи північні, які давно мріяли про створення власної держави. 1825 року король Жуан визнав незалежність Бразилії.
Після цього поведінка Педру змінилась. Імператор ігнорував палату депутатів, призначав та звільняв міністрів на власний розсуд і взагалі поводив себе, як абсолютний монарх. Придушував республіканський рух, заохочував проникнення англійського капіталу.
29 серпня 1825 року, за посередництва Великої Британії, в Ріо-де-Жанейро було підписано португальсько-бразильську мирну угоду договір між Королівством Португалія і самопроголошеною Бразильської імперією, чим формально завершено португальско-бразильську війну.
Жуан VI залишався королем Португалії і отримав титул імператора Бразилії — «Його Імператорська і Найчесніша Величність» до своєї смерті 26 березня 1826 році.
Таким чином він став сувереном двох держав Бразилії та Португалії, першої як імператора, а другої як король, що символізувало особистий династичний союз двох португальськомовних країн. Він визнав Педру своїм спадкоємцем.
Саме в цей час надійшла звістка про смерть Жуана в Португалії. Престол перейшов до Педру як до старшого сина.
Педру, який під час португальсько-бразильської війни вже був проголошений імператором Бразилії, також почав використовувати титул «Його Імператорська і Найчесніша Величність» після смерті батька.
Відречення короля-імператора Петру від португальського престолу 1826 року на користь його старшої доньки тодішньої імператорської принцеси Бразилії та принцеси де Бейра, майбутньої королеви Марії II, і народження імператорського принца Бразилії Педро ІІ, який негайно він став спадкоємцем бразильського престолу, а пізніше імператором Бразилії поклав край особистому союзу двох корон, що призвело до того, що титул перестав вживатись.
Очікувалось, що він відмовиться від нього на користь свого молодшого брата Мігеля. Проте Педру почав діяти в інший спосіб. У березні 1828 року він зрікся португальської корони на користь своєї дочки Марії, якій на той момент було лише сім років. Щоб примирити всі партії, він обручив її з братом Мігелем. Але події розвивались зовсім не так, як того хотів Педру — 1828 року Мігель здійснив переворот і проголосив себе королем. Марія, так і не вступивши у свої права, мала тікати з країни. Тоді в Португалії визначились дві партії: консерватори — за Мігеля, а ліберали — за Марію. Останніх очолив Педру. Проте тільки у травні 1834 після низки поразок і вступу іспанських військ до Португалії Мігель зрікся престолу та відплив до Генуї. У серпні Марію проголосили королевою, а Педру — регентом.
Втратив Педру I і бразильський престол. Прибічники незалежності Бразилії з підозрою ставились до бажання Педру брати участь в португальських подіях. Боялись, аби він, ставши королем Португалії, не об'єднав знову обидві держави. 1830 року в провінції Мінас-Жерайс почалось повстання, яке потім перекинулось до столиці. Через це Педру I 7 квітня 1831 року був змушений зректись престолу на користь свого малолітнього сина Педру. За кілька днів він виїхав до Європи.
1834 року після перемоги у Ліберальних війнах розпустив релігійні ордени на теренах Португалії та колоній.

## Творчість
Петро I також був композитором, учнем Португала, Нуньєса Гарсії та Нейкомма. Серед його творів: «Credo» для солістів, хору й оркестру, увертюра «Te Deum», численні марші, а також Гімн незалежності Бразилії, який за часів правління Педру I був державним гімном.

## Титули і звання
- Imperador Constitucional e Defensor Perpétuo do Império do Brasil (Конституційний імператор та вічний захисник Бразильської імперії)
- 1826 р. — «Sua Majestade Imperial e Fidelíssima» («Його Імператорська і Найчесніша Величність»).

## Родина
1 Дружина — Марія Леопольдіна Австрійська (1797–1826), дочка імператора Франца II.
Діти:
- Марія (1819—1853) — королева Португалії Марія II,
- Жануарія (1822—1901) — 1844 року вийшла заміж за Людовіка, принца Обох Сицилій,
- Франсішка (1824—1898) — 1843 року вийшла заміж за Франсуа Орлеанського, принца де Жуанвіль,
- Педру II (1825—1891) — імператор Бразилії.

2 Дружина (з 1829) — Амелія Лейхтенберзька (1812—1873), дочка герцога Лейхтенберзького Євгенія Богарне.
Діти:
- Марія Амелія (1831—1853).